# Mendota, Illinois
Mendota là một thành phố thuộc quận LaSalle, tiểu bang Illinois, Hoa Kỳ. Năm 2010, dân số của thành phố này là 7372 người.

## Dân số
Dân số qua các năm:
- Năm 2000: 7272 người.
- Năm 2010: 7372 người.